# Максим из Павии
Максим (умер в 511) — святой епископ Павии с 496 года. День памяти — 8 января.
Святой Максим был рукоположён в сан епископа Павии после кончины святого Епифания. Он принимал участие в Римских церковных соборах, которые созывал папа римский Симмах. Преемником Максима был Эннодий.